# Podhajce (obwód wołyński)
Podhajce (ukr. Підгайці, Pidhajci) – wieś na Ukrainie, w obwodzie wołyńskim, w rejonie łuckim, nad Styrem; ok. 3 tys. mieszkańców (2001).
Wieś duchowna położona w województwie wołyńskim była własnością archimandrytów żydyczyńskich w 1570 roku.
W 1857 w Podhajcach urodziła się Gabriela Zapolska.
W czasie okupacji niemieckiej mieszkające tutaj ukraińskie rodziny Jacuków i Myroniuków udzielały pomocy Żydom. W 1983 roku Instytut Jad Waszem uhonorował za to tytułami Sprawiedliwych wśród Narodów Świata Iwana i Serafimę Jacuków oraz Sawę i Oksanę Myroniuków.